# Mill Creek, Alberta
Mill Creek är ett vattendrag i Kanada.   Det ligger i provinsen Alberta, i den södra delen av landet, 2 900 km väster om huvudstaden Ottawa.
Omgivningarna runt Mill Creek är en mosaik av jordbruksmark och naturlig växtlighet. Trakten runt Mill Creek är nära nog obefolkad, med mindre än två invånare per kvadratkilometer.